# Придорожнє (Черняховський район)
Придорожнє (рос. Придорожное) — селище Черняховського району, Калінінградської області Росії. Входить до складу Калузького сільського поселення.
Населення —  167 осіб (2015 рік). 

## Населення
| 2002 | 2010 |
| ---- | ---- |
| 158  | ↗167 |